# IC 2853
IC 2853 — галактика типу SBab () у сузір'ї Лев.
Цей об'єкт міститься в оригінальній редакції індексного каталогу.